# Xemeneia de la fàbrica de dinamita
Xemeneia de la fàbrica de dinamita és un edifici del municipi de Cabanes (Alt Empordà) inclòs en l'Inventari del Patrimoni Arquitectònic de Catalunya.

## Descripció
Situada al sud-oest del nucli urbà de la població de Cabanes, a escassa distància del terme municipal de la vila de Llers. Ubicada a l'anomenat pla de la Dinamita, al costat de l'antiga fàbrica.
Es tracta d'una xemeneia troncopiramidal de planta quadrada, adossada a uns dels cossos secundaris de l'edifici que havia acollit la fàbrica de la Dinamita de Cabanes. La xemeneia està bastida amb maons i presenta tant el basament com la part superior separats de la resta del tronc, mitjançant dues motllures rectilínies. El barret superior és de mida més petita que la resta de l'estructura.

## Història
L'any 1879 Antoni Bosoms i Coll va demanar autorització al Govern Civil de Girona per establir una fàbrica de dinamita en uns terrenys situats dins del terme municipal de Cabanes, tocant a Figueres, per la qual cosa es va haver de demanar autorització als dos municipis. Després de funcionar sense problemes durant un temps, el 5 de març de l'any 1888 la fàbrica va explotar i, a conseqüència d'aquest fet, posteriorment es va incendiar i quedà completament destruïda. La crònica del succés aparegué a la premsa figuerenca de l'època, en concret al diari "El Ampurdanés" de l'11 de març del 1888. Actualment només resta dempeus una xemeneia.